# Air (игра)
Air (англ. AIR, Эйр; неоф. рус. Высь) — японский эротический визуальный роман, разработанный компанией Key и вышедший 8 сентября 2000 года на PC. Через полгода была переиздана в качестве версии без возрастных ограничений и впоследствии портирована на консоли PS2 и Dreamcast. Сюжет повествует о жизни путешественника Юкито Кунисаки, который ищет «девушку в небе». Он прибывает в тихий прибрежный городок, где встречает трёх девушек, одна из которых является ключом к завершению его странствия.
Сюжетная линия игры Air поделена на заранее определённые сценарии, игровой процесс фокусируется на привлечении внимания одной из трёх главных героинь. Игра поделена на три сегмента — Сон, Лето и Воздух — которые в совокупности образуют всю сюжетную линию. На территории Японии игра имела высокий уровень продаж и часто попадала в список бестселлеров. Всего было продано более 300 000 копий для всех платформ.
После выпуска игры на её основе было создано несколько других изданий. Манга авторства Юкимару Кацуры публиковалась в журнале Comptiq издательства Kadokawa Shoten, а позднее вышла в двух отдельных томах. Также были опубликованы антологии комиксов и графические альбомы, кроме того, по мотивам Air были написаны аудиопьесы и музыкальные альбомы. 13-серийный аниме-сериал в жанрах драмы, романтики и мистики, созданный компанией Kyoto Animation, вышел в 2005 году. Позднее были выпущены также полнометражный фильм Air и Air. Summer Special — летний спецвыпуск. Аниме-фильмы были лицензированы в США компанией Funimation.

## Игровой процесс
Air — романтический визуальный роман, в котором игрок принимает на себя роль трёх персонажей. Основное время игры занимает чтение текста, являющегося повествованием или диалогом между персонажами. В определённые моменты игроку предстоит принимать решения, делая выбор из нескольких возможных вариантов; в такие моменты игровой процесс приостанавливается до тех пор, пока выбор не будет сделан. Игра содержит несколько концовок, в зависимости от принятых в ходе игры решений сюжет прогрессирует в определённом направлении. В портированных версиях игры существует возможность отмены ранее принятого решения. Однако в случае достижения игроком неудовлетворительной концовки такая возможность игроку предоставлена не будет.
Всего в игре представлено пять сюжетных линий, три из которых доступны с самого начала, ещё две открываются позднее. Для ознакомления со всеми сюжетными ветками игроку необходимо переиграть несколько раз, принимая различные варианты решения в ключевые моменты.
Во время первого прохождения игрок принимает на себя роль Юкито Кунисаки; сценарии для трёх героинь доступны в сюжетной арке «Сон». После завершения трёх сценариев становится доступен сценарий «Лето», где игрок берёт на себя роль Рюи. В данном сценарии отсутствует возможность выбора вариантов прохождения. По завершении сценария «Лето» открывается ещё один сценарий под названием «Воздух», который является истинным окончанием истории. Здесь игрок выступает в роли вороны по имени Сора. В версии игры для взрослых присутствуют эротические сцены, изображающие половые сношения между Юкито и одной из героинь. Key позднее выпустила несколько версий игры, из которых был убран эротический контент.

## Сюжет

### Игровой мир и тематика
Несколько локаций, представленных в игре Air, создано на основе мест в городе Ками префектуры Хёго. Действие игры разворачивается в районе Касуми; во время создания игры Касуми был самостоятельным городом, но затем был разделён между двумя другими. Многие места в Air: дамба, железнодорожная станция, святыня дзиндзя и школа — основаны на реально существующих объектах. Время действия игры — середина лета, когда преобладает солнечная погода. В манге место действия было описано как «тихий городок с небольшим населением… ничем не примечательный, кроме пляжей и сельской местности». Ассистент сценариста Юйти Судзумото рассказывал, что игра напомнила ему народный фольклор, так как в ней присутствуют сельская местность и трогательный сюжет.
Важную роль в сюжете играют воздух, облака и крылья: Юкито ищет «девушку в небе» ", Мисудзу верит в то, что её вторая сущность находится на небесах. Другие персонажи демонстрируют аналогичное отношение к небу, например Минаги является членов клуба астрономии, а Митиру испытывает привязанность к парящим в небе мыльным пузырям. Кано хочет иметь крылья, чтобы летать, а у Канны они уже есть. Мисудзу даёт вороне имя Сора (яп. 空, «небо»). Ещё одной темой является материнская связь — истории четырёх героинь, равно как и Юкито, перекликаются с их матерями, как биологическими, так и приёмными. Главный автор сценария Дзюн Маэда рассказывал о том, что предпочитает включать в игру мать в том случае, если ему предоставлен выбор между матерью и отцом, что и было сделано в игре Air. Он также отмечал, что в бисёдзё-играх женщины в любом случае оказываются в центре внимания. Сложные отношения между героями, их семьями и друзьями играют ключевую роль во всей истории. В сюжете также имеет место магия.
Ураха обучилась магии для того, чтобы спасти Канну от проклятья, однако после своей неудачи она решила передать эти знания своему ребёнку, в надежде, что этот дар будет передаваться дальше по наследству и кто-то из её предков сумеет снять проклятие. Так, например, Юкито получил магические способности от своей матери, и был последним представителем рода.

### Главные персонажи
Игрок берёт на себя роль Юкито Кунисаки — бедного странника, путешествующего из одного города в другой и пытающегося заработать деньги, показывая кукольные представления. Хотя Юкито и совершеннолетний, периодически он начинает вести себя по-детски. Он склонен помогать окружающим, в главе «Сон» он делает всё возможное, чтобы позаботиться о Мисудзу. Мисудзу Камио, главная героиня Air, будучи с Юкито слишком дружелюбной, поначалу вызывает у него недоверие, однако впоследствии он начинает ей симпатизировать. Она весёлая, но вместе с тем замкнутая школьница, которая имеет привычку в момент раздражения произносить звук «гао». Мисудзу очень любит динозавров, находя историю их жизни и вымирания «романтичной». Вторая героиня, с которой знакомится Юкито — Кано Кирисима, одноклассница Мисудзу. Обычно она энергичная, игривая и шутливая, часто говорит бессмысленные вещи. За Кано следует бродячая собака по кличке Потэто, которая способна общаться с ней. Минаги Тоно, третья героиня, до встречи с Юкито дружила только с Митиру, с которой часто пускала мыльные пузыри на заброшенном вокзале.

### История
Сюжет игры Air вращается вокруг трёх девушек, чьи жизни связаны с одним и тем же человеком. В первой сюжетной линии «Сон» Юкито Кунисаки ищет «девушку в небе», о которой узнал от своей матери. Действие игры начинается 17 июля 2000 года, когда Юкито проходит через прибрежный городок, где в дальнейшем разворачивается действие игры. В первый день Юкито пытается заработать деньги, устроив для проходящих мимо детей представление с таинственной куклой, которой он управляет без помощи нитей. Однако ему не удаётся привлечь внимание детей, и он остаётся без денег. Юкито проводит ночь на дамбе, а на следующий день теряет сознание, получив тепловой удар. Он оказывается в общине рыбаков, где и приходит в себя. Перед уходом рыбаки дают ему рисовые шары, которые он перед уходом забирает с собой. Вернувшись на дамбу, Юкито замечает девушку, которая представляется именем Мисудзу Камио и сразу пытается подружиться с ним. Мисудзу настойчиво пытается сблизиться с ним, но он отвергает её попытки. В конце концов, он отправляется к ней в дом в надежде принять пищу. Юкито решает остаться в доме Мисудзу, где также живёт Харуко, тётя Мисудзу и её приёмная мать.
На следующий день Юкито встречает девушку по имени Кано Кирисима, рядом с которой находится бродячая собака Потэто; Кано является одноклассницей Мисудзу. В тот же день Юкито знакомится с третьей девушкой — Минаги Тоно, другой одноклассницей Мисудзу. И Кано, и Минаги связаны с прошлым. «Девушкой в небе», которую искал Юкито, оказывается Мисудзу. К тому времени, когда он об этом узнаёт, Мисудзу, которой исполняется 15 лет, успевает влюбиться в него. Выясняется, что «девушка в небе» обречена на смерть. Юкито пытается разрушить проклятье и спасти Мисудзу.
События следующей сюжетной ветки «Лето» разворачиваются за тысячу лет до начала событий «Сна» в период Хэйан. Каннаби но микото (или Канна) — последная из людей, обладающая крыльями. Она оказывается заперта в собственном замке. Несмотря на наличие крыльев, она не может покинуть замок и найти свою мать. При помощи самурая Рюи и девушки-телекинетика Урахи Канна сбегает и отправляется в путешествие по феодальной Японии в поисках своей матери. Её преследуют стражники замка и буддийские монахи. Настигнув Канну, они накладывают на неё проклятье — всякий раз находя свою любовь, она должна умирать и возрождаться. Одной из её реинкарнаций является Мисудзу.
В последней сюжетной ветке «Воздух» желание Юкито спасти жизнь Мисудзу сбывается. История начинается сразу после ветки «Сон», но теперь повествование ведётся от лица вороны, которой Мисудзу дала имя Сора. Мисудзу теряет память и забывает даже о том, кто такая Харуко. В данной сюжетной линии появляется отец Мисудзу, желающий забрать её к себе домой, однако Харуко умоляет его подождать ещё немного, и он соглашается подождать три дня. По прошествии трёх дней отец возвращается и, увидев, насколько Мисудзу и Харуко привязаны друг к другу, позволяет им остаться вместе. Мисудзу и Харуко проводят время вместе как мать и дочь, глава завершается смертью Мисудзу.

## Персонажи

### Современные

Юкито

Мисудзу

Харуко Камио

Кано Кирисима

Потэто

Юкито Кунисаки (яп. 国崎往人 Кунисаки Юкито) — мать Юкито тоже была путешественницей. Она постоянно рассказывала маленькому сыну о цели, для которой путешествует их род, из поколения в поколение. О крылатой деве в небесах, которая не может освободиться от тысячелетнего проклятия, и о том что именно их род должен освободить её. После смерти матери, Юкито унаследовал маленькую куклу для представлений и цель, ради которой путешествовала его мать.
Сэйю: Дайсукэ Оно.
Мисудзу Камио (яп. 神尾 観鈴 Камио Мисудзу) — основная героиня. Неизлечимо больная девочка, не имеющая друзей и потерявшая смысл в жизни, скрывающая мучающие её страшные боли, потому что не желает доставлять неудобства тёте и близким. Является «крылатой девой», которую так ищет Юкито, которая не для этого мира, но не может улететь. Произносит «гао», подражая динозаврам, когда расстроена.
Сэйю: Томоко Каваками.
Харуко Камио (яп. 神尾 晴子 Камио Харуко) — тётя Мисудзу, которая удочерила её после смерти матери. Боясь, что отец когда-нибудь заберёт дочь, потому что официально удочерение не оформлено, она боится сближаться с Мисудзу — не дарит подарков ей на Дни рождения. Но в последние дни, перед смертью Мисудзу, Харуко понимает, что любит её и удочеряет официально.
Сэйю: Ая Хисакава.
Кано Кирисима (яп. 霧島 佳乃 Кирисима Кано) — девочка, страдающая от странных видений, желающая увидеть свою мать, поскольку та умерла при её рождении, и сказать ей спасибо. Носит жёлтый платок на руке, который ей подарила сестра и верит, что, если не снимать его до совершеннолетия, то она научится колдовать. Однако услышав однажды, как сестра говорила Юкито, что это просто платок, носит его для спокойствия сестры, потому что винит себя ещё и в хлопотах, доставленных сестре.
Сэйю: Асами Окамото.
Хидзири Кирисима (яп. 霧島 聖 Кирисима Хидзири) — сестра Кано, которая заботится о ней с момента смерти их родителей.
Сэйю: Юми Тома.
Минаги Тоно (яп. 遠野 美凪 То:но Минаги) — девочка, главной мечтой которой была маленькая сестрёнка. Но после того как её мечта по трагическому стечению обстоятельств не сбылась, семья распалась (ушёл отец), а мать из-за этого сошла с ума, тогда Тоно выдумала себе подругу, которую звали так же, как её неродившуюся сестру: Митиру.
Сэйю: Рёка Юдзуки.
Митиру (яп. みちる Митиру) — воображаемая подруга Тоно Минаги, носящая имя её неродившейся сестры. Впоследствии — её сестра от второго брака отца.
Сэйю: Юкари Тамура.
Потэто (яп. ポテト Потэто, «Картошка») — забавный щенок, хозяйка которого — Кано Кирисима. Кано одинока из-за своих странностей, поэтому так привязана к этому щенку, своему единственному другу.
Сэйю: Хироми Конно.

### 1000 лет назад
Каннаби-но-микото (Канна) (яп. 神奈備命 Каннаби но микото) — персонаж, вокруг которого построена сюжетная линия. Смертная, но с крыльями, которая не может взлететь. Полюбив и сбежав из храма с Рюя и Ураха, освободив свою мать, она, несмотря на протесты матери, которая хочет для дочери другой жизни, касается её, получая не только способность летать, но и проклятие, лежавшее до тех пор только на матери.
Сэйю: Тинами Нисимура.
Рюя (яп. 柳也 Рюя) — самурай, полюбивший Канну, бежавший с ней и освободивший её мать. Поскольку он дотрагивался до матери «крылатой девы», на нём тоже лежит проклятие и он должен умереть. Став мужем Урахи, он оставляет после себя потомков, которым суждено найти среди смертных «крылатую деву» и освободить её от проклятия.
Сэйю: Нобутоси Канна.
Ураха (яп. 裏葉 Ураха) — служанка Канны, ставшая в дальнейшем женой Рюя. Она является предком Юкито Кунисаки, именно от неё пошло волшебство обращения с куклами.
Сэйю: Кикуко Иноуэ.

## Разработка
Завершив создание игры Kanon, компания Key начала разработку визуального романа Air; по сравнению с Kanon число людей, вовлечённых в процесс разработки, было увеличено. Исполнительным продюсером стал Такахиро Баба из Visual Art's, компании-издателя игр Key. Создание сценария к Air было возложено на Дзюна Маэду, который занимал в компании должность одного из двух главных авторов сценария наравне с Такаси Исикавой. Ассистентами сценаристов были назначены Кадзуки Фудзи, Кай, Тоя Окано и Юити Судзумото. Арт-директором стала Итару Хиноуэ, взявшая на себя разработку дизайна персонажей. Созданием компьютерной графики занимались Miracle Mikipon, Na-Ga и Синори; фоновые рисунки были созданы Дином и Торино. Написание игровой музыки осуществляли Синдзи Орито, Дзюн Маэда и Магомэ Тогоси. После завершения работы над игрой Air компанию Key покинули Кадзуки Фудзи и Такаси Исикава.
Дзюн Маэда, главный автор сценария игры Air, рассказывал, что уже на ранних стадиях разработки было решено создать эроге-игру; позднее он предположил, что если бы данная игра не содержала эротическую составляющую, то она бы не была коммерчески успешной. Маэда также прокомментировал, что желал дать игрокам возможность ознакомиться с сюжетом как с единым целым, а не набором отдельных частей, которые часто имеют место в бисёдзё-играх, в том числе и в Kanon. Одновременно с этим Маэда хотел, чтобы игра Air была зрительно похожа на типичные визуальные романы соответствующего жанра и тем самым привлекла внимание игроков, которые уже знакомы с подобными играми. Хотя игра включает в себя истории нескольких персонажей, каждый сюжет имеет свою продолжительность.

### История выпуска
Игра Air вышла 8 сентября 2000 года в ограниченном издании на 2-х дисках и предназначалась для операционной системы Microsoft Windows. В комплекте с ограниченным изданием поставлялся ремиксовый альбом Ornithopter, содержащий ремиксы треков фоновой музыки из визуального романа. Обычное издание игры было выпущено 27 июля 2001. Версия без эротических сцен была выпущена Key 27 июля 2001 года. Улучшенная версия оригинальной игры под названием Air Standard Edition вышла 8 апреля 2005 года в формате DVD для систем Windows 2000/XP. 31 июля 2009 года вышла версия игры Air без эротического контента для платформы Windows Vista; бокс-сет, выпуск которого был приурочен к 10-летнему юбилею компании Key, содержал ещё 4 созданные ею игры. Версия игры для Windows 7 под названием Air Memorial Edition вышла в свет 28 мая 2010 года.
20 сентября 2001 года компанией NEC Interchannel была выпущена версия игры для приставки Dreamcast. PS2-версия была выпущена той же компанией 8 августа 2002 года. 1 сентября 2005 года она была переиздана с пометкой The Best. Она же вошла в комплект издания «Key 3-Part Work Premium Box», куда также вошли игры Kanon и Clannad; данное издание вышло 30 июля 2009 года. В приставочных версиях отсутствовала эротическая составляющая, но были добавлены дополнительные сцены.
Версия игры для мобильных телефонов SoftBank 3G была издана 1 мая 2007 года компанией Prototype при содействии Visual Art’s Motto. Prototype позднее выпустила VGA-издание для системы FOMA. Данная версия была поделена на два отдельных файла: сюжетная ветка «Сон» была включена в первый файл, а «Лето» и «Воздух» вошли во второй. Версия истории «Сон», доступная для операционных систем Android была выпущена 27 июля 2012 года; сюжетные линии «Лето» и «Воздух» для той же системы вышли 15 августа. 24 октября вышла полная версия игры для Android, которая поставлялась в 2-х изданиях — без озвучивания и с озвучиванием персонажей (включая Юкито). 2 мая 2013 года вышли ещё две версии игры: эроге-версия для Android и обычная версия для iOS. PSP-версия была выпущена в Японии 22 ноября 2007 года. На сервисе PlayStation Store данная версия стала доступна 2 сентября 2010 года. В оригинальной версии игры отсутствовало озвучивание персонажей, в DC-версии был озвучен Юкито, а версии для PS2 и PSP включают в себя полное озвучивание персонажей.

## Адаптации

### Манга
Манга Air публиковалась в японском игровом журнале Comptiq с 10 августа 2004 года по 10 февраля 2006 года. Отдельные главы были позднее объединены в два танкобона, публикацией которых занималось издательство Kadokawa Shoten. Сюжет манги был создан на основе визуального романа, иллюстратором манги стала Юкимару Кацура. Манга поделена на 15 глав, девять из которых вошли в первый том, а остальные шесть — во второй; также были написаны две дополнительные главы, включённые в конец каждого тома. В манге подробно излагаются события сюжетных линий «Сон» и «Воздух», сюжетная ветка «Лето» затронута в краткой форме. Основное внимание уделено Мисудзу, Кано и Минаги также фигурируют в манге. В дополнительной главе второго тома история Минаги раскрывается более подробно.
Различными компаниями было издано пять сборников антологий манги от различных авторов. Первый том был выпущен издательством Ichijinsha под заглавием Air Comic Anthology 25 января 2001 года под лейблом DNA Media Comics. Выпуск данной антологии продолжался до 25 декабря 2001 года, всего вышло 7 томов. Вторая антология, Air Anthology Comic, была издана 20 декабря 2002 года компанией Softgarage одним томом. 17 апреля 2004 года компания Ohzora выпустила антологию Haru Urara: Kanon & Air, сочетающую в себе сюжеты работ Kanon и Air. Ohzora позднее выпустила ещё три антологии под названием Air, последняя из которых вышла 24 марта 2005 года. Последняя однотомная антология, Comic Anthology Air: Kimi no Iru Basho, от компании Jive вышла 2 апреля 2005 года. В создании каждой антологии принимало участие в среднем 20 человек.

### Drama CD
На основе игры Air компанией Lantis было создано всего 9 аудиопостановок. Первые три драмы посвящены только одной из трёх героинь, которые также изображены на CD-дисках с записью. Данные альбомы вышли 24 августа 2005 года. Следующие три постановки были созданы аналогичным образом и выпущены 21 октября 2005 года. Три последние постановки вышли спустя месяц. Седьмая постановка посвящена сюжету «Лето», а две последние посвящены «Воздуху». Последний CD-диск, выпущенный 25 января 2006 года, включает в себя сюжеты постановок в дополнение к сюжету визуального романа.

### Аниме
| Зрительский рейтинг    | Зрительский рейтинг    | Зрительский рейтинг    |
| (на 18 ноября 2010 г.) | (на 18 ноября 2010 г.) | (на 18 ноября 2010 г.) |
| ---------------------- | ---------------------- | ---------------------- |
| Сайт                   | Оценка                 | Голосов                |
| Anime News Network     | · ссылка               | 3876                   |
| AniDB                  | · ссылка               | 5032                   |
| IMDb                   | · ссылка               | 253                    |

17 ноября 2004 года был создан тизер под названием Air prelude, включающий в себя интервью с актёрами озвучивания, открывающую и закрывающую темы, а также рекламные кадры из аниме; данное видео распространялось ограниченным тиражом общим количеством 20 000 копий. Студией-создателем сериала стала Kyoto Animation. Режиссёром выступил Тацуя Исихара, автором сценария — Симо Фумихико. Дизайн персонажей, основанный на оригинале от Итару Хиноуэ, разрабатывала Томоэ Аратани. Музыку к сериалу написали Дзюн Маэда, Синдзи Орито и Магомэ Тогоси. Всего было снято 13 серий, последняя из которых кратко пересказывает историю Мисудзу. В аниме, как и в игре, серии делятся на три части: «Сон» (серии с 1-й по 7-ю), «Лето» (серии с 8-й по 9-ю), «Воздух» (серии с 10-й по 12-ю) и общая серия (13-я). Демонстрация аниме осуществлялась в период с 6 января по 31 марта 2005 года по японскому телеканалу BS-i. Музыка к аниме была написана на основе саундтрека оригинальной игры. После завершения аниме-сериала той же группой аниматоров были сняты 2 мини-серии под названием Air in Summer, которые транслировались по BS-i с 28 августа по 4 сентября 2005 года. Сюжет данного аниме повествует о путешествии Канно, Рюи и Урахи.
Выпущенный 31 марта 2005 года DVD-диск под названием Air Memories включал в себя рекламные материалы к аниме, комментарии создателей и окончания 12-й и 13-й серий. Серии выходили в период с 6 апреля по 7 сентября 2005 года. В Японии DVD-диск вышел 5 октября 2005 года. Air, выпущенный 22 декабря 2006 года в формате Blu-ray Disc, стал одним из первых аниме-сериалов, которые стали выпускаться в данном формате.
27 апреля 2007 года соучредитель и исполнительный директор компании ADV Films Мэтт Гринфилд во время аниме-фестиваля Anime Matsuri сообщил о приобретении прав на аниме-сериал и на анимационный фильм; за один сериал было заплачено 145 000 долларов. Компания ADV Films лицензировала 12 серий аниме Air и две серии Air in Summer для распространения на территории Северной Америки. Серии выпускались на DVD в 4 компиляциях. В июле 2008 года лицензия перешла компании Funimation, которая продолжила распространение. Funimation 21 апреля 2009 года выпустила бокс-сет Air, состоящий из 3-х дисков; общая серия в данный набор не вошла.

#### Список серий анимеAir
| 1 | Ветер ~breeze~ «Кадзэ ~breeze~» (かぜ～breeze～)  | 06.01.2005 |
| 2 | Город ~town~ «Мати ~town~» (まち～town～)         | 13.01.2005 |
| 3 | Голос ~whisper~ «Коэ ~whisper~» (こえ～whisper～) | 20.01.2005 |
| 4 | Перо ~plume~ «Ханэ ~plume~» (はね～plume～)       | 27.01.2005 |
| 5 | Крылья ~wing~ «Цубаса ~wing~» (つばさ～wing～)    | 03.02.2005 |
| 6 | Звезда ~star~ «Хоси ~star~» (ほし ～star～)       | 10.02.2005 |
| 7 | Мечта ~dream~ «Юмэ ~dream~» (ゆめ ～ｄｒｅａｍ～) | 17.02.2005 |
| 8 | Лето ~summer~ «Нацу ~summer~» (なつ～summer～)    | 24.02.2005 |
| 9 | Луна ~moon~ «Цуки ~moon~» (つき ～moon～)         | 03.03.2005 |
| 10 | Свет ~light~ «Хикари ~light~» (ひかり ～light～)  | 10.03.2005 |
| 11 | Море ~sea~ «Уми ~sea~» (うみ ～sea～)             | 17.03.2005 |
| 12 | Небо ~air~ «Сора ~air~» (そら ～air～)            | 24.03.2005 |
| 13 | Сборка всех эпизодов «Со:сю:хэн» (総集編)         | 31.03.2005 |
| Ретроспектива. Пересказ сюжета состоит из частей серий сериала, и концентрирует внимание на историях второстепенных героев. |                                                   |            |

#### Список серий анимеAir in Summer
| 1 | Горная дорога ~Mountain path~ «Яма-мити ~Mountain path~» (やまみち ~Mountain path~) | 28.8.2005 |
| Побег, путешествие к матери Канны. Здесь каждому предоставлена возможность проявить себя в испытаниях, выпавших на их долю. Рюя демонстрирует преданность и строгость, на грани самопожертвования, Ураха — заботу и рассудительность, а Канна — невинность и беспечность, на грани с наивностью. |                                                                                     |           |
| 2 | Вселенная ~Universe~ «Амэцути ~Universe~» (あめつち ~Universe~)                     | 4.9.2005  |
| Сущность (показано детство Канны и Рюи) и взаимоотношения (после взаимных испытаний и проверок наступает доверие) беглецов. Они разные, но учась совместно, они дополняют друг друга, образуя настоящую семью, которой им так не хватало.                                                        |                                                                                     |           |

### Анимационный фильм
| Зрительский рейтинг    | Зрительский рейтинг    | Зрительский рейтинг    |
| (на 18 ноября 2010 г.) | (на 18 ноября 2010 г.) | (на 18 ноября 2010 г.) |
| ---------------------- | ---------------------- | ---------------------- |
| Сайт                   | Оценка                 | Голосов                |
| Anime News Network     | · ссылка               | 1219                   |
| AniDB                  | · ссылка               | 1808                   |

Анимационный полнометражный фильм «Air», снятый на студии Toei Animation режиссёром Осаму Дэдзаки и впервые вышедший в японских кинотеатрах 5 февраля 2005 года, является другой интерпретацией визуального романа; сюжет фильма фокусируется на персонаже Мисудзу Камио. Юкито Кунисаки прибывает в город Ками, чтобы заработать денег на летнем фестивале и встречает Мисудзу, которая впервые в городе. Вскоре они становятся друзьями, затем начинается повествование истории 1000-летней давности. Фильм был выпущен 5 августа 2005 года в формате DVD в трёх изданиях: коллекционном, специальном и обычном. 11 декабря 2007 года фильм был издан в США компанией ADV Films. С июля 2008 года лицензия на фильм перешла к Funimation, которая переиздала его 21 апреля 2009 года.

## Музыка
В визуальном романе звучат три основные песни: открывающая тема Tori no Uta (яп. 鳥の詩, Птичья поэма), закрывающая тема Farewell song и песня Aozora (яп. 青空, Голубые небеса). Все песни прозвучали в исполнении певицы Lia из группы I've Sound; тексты были написаны Дзюном Маэдой. Пять персонажей (три главных героини, Канна и Митиру) имеют собственные лейтмотивы:
- Мисудзу — Natsukage (яп. 夏影, Летние лучи);
- Кано — Mizutamari (яп. 水たまり, Лужа);
- Минаги — Niji (яп. 虹, Радуги);
- Канна — Tsukiwarawa (яп. 月童, Дитя Луны);
- Митиру — Tentōmushi (яп. てんとう虫, Божья коровка)[57].

В оригинальный саундтрек вошли также композиции, которые не использовались в игре. Среди них две музыкальные дорожки, которые должны были стать музыкальной темой Мисудзу.
Первый альбом под заглавием Ornithopter поставлялся в комплекте с первоначальным изданием игры Air от 2000 года. Следующий альбом Natsukage / Nostalgia вышел в августе 2001 года в качестве макси-сингла. Он содержал вокальную версию песни Natsukage. Оригинальный саундтрек игры был выпущен в сентябре 2002 года; он состоял из 2-х дисков, а общее число вошедших в него композиций составило 31 (в том числе ремиксы и инструментальные версии открывающей и закрывающей заставок). В декабре 2003 года вышел альбом Re-feel, в который вошли пять треков из Air и столько же из Kanon. Мини-альбом Air Analog Collector’s Edition: Tori no Uta / Farewell song, содержащий оригинальные версии трёх тематических песен и их ремиксы, вышел в мае 2006 года. Каждый из этих альбомов выходил под лейблом Key Sounds Label. Оригинальный саундтрек фильма был выпущен в марте 2005 года компанией Frontier Works. Дополнительный CD-диск Shinwa e no Izanai с симфоническими мелодиями поставлялся со специальным изданием фильма Air. Музыка, написанная для франшизы Air, имела высокий уровень продаж. Открывающая тема стала объектом связанного с нарушением авторских прав инцидента, произошедшего в 2005 году.

## Отзывы и продажи
Согласно японскому национальному рейтингу продаж бисёдзё-игр, оригинальный визуальный роман Air впервые появился в рейтинге, заняв первое место. В ноябре и декабре 2000 года игра занимала 42-е место, в январе 2001 года — 20-е, а в феврале того же года — 42-е (дважды). Оригинальная игра фигурировала в чартах ещё два раза: первый раз с конца сентября по начало октября (имея 26-е место), и второй раз в мае 2002 года (на 43-м месте). Обычное издание Air для компьютеров впервые появилось в чартах на 13-м месте, позднее оно имело 42-е и 43-е места. ПК-версия без возрастных ограничений сначала имела 7-е место, но позднее переместилась на 30-е. Издание Air Standard Edition впервые появилось в чартах на первом месте, а затем ещё дважды фигурировала в них, но уже на 34-м и 23-м местах. Продажи игры Air составили 102 080 копий, что было на 25 000 больше, чем у игры Inagawa de Ikō!. Версия игры для Dreamcast за первую неделю продаж окупилась тиражом в 42 445 копий и стала четвёртой наиболее продаваемой в Японии консольной игрой. Игровой журнал Famitsu дал данной версии игры оценку 30/40; её общие продажи составили 50 406 копий, и по состоянию на 2007 года она имела 53-е место в списке наиболее продаваемых игр для Dreamcast. Согласно информации компании NTT Publishing, всего было продано свыше 300 000 копий игры Air.
Согласно обзору MobyGames, «Air взял мир бисёдзё-игр штурмом». Было высказано мнение, что Air (как и более ранняя Kanon) имеет сложный сюжет, который оставляет игрока заинтересованным на протяжении игрового процесса и придаёт игре реиграбельность. В интервью 2001 года Дзюн Маэда и Юити Судзумото выразили удивление тем, что японская публика сочла Air успокаивающей игрой, так как данное мнение, по словам Маэды и Судзумото, не соответствовало впечатлениям тех, кто работал над созданием игры. Персонажи из игры появлялись в самостоятельно изданных произведениях, которые не были явно связаны с серией Air. В игре Eternal Fighter Zero -Blue Sky Edition- от Twilight Frontier в качестве игровых персонажей фигурируют герои из Air, Kanon и One: Kagayaku Kisetsu e. В 2007 году в октябрьском номере Dengeki G's Magazine были опубликованы результаты опроса, по которому определялись 50 лучших бисёдзё-игр. Набрав 43 голоса, Air заняла 8-е место.